# Nagarvadhu

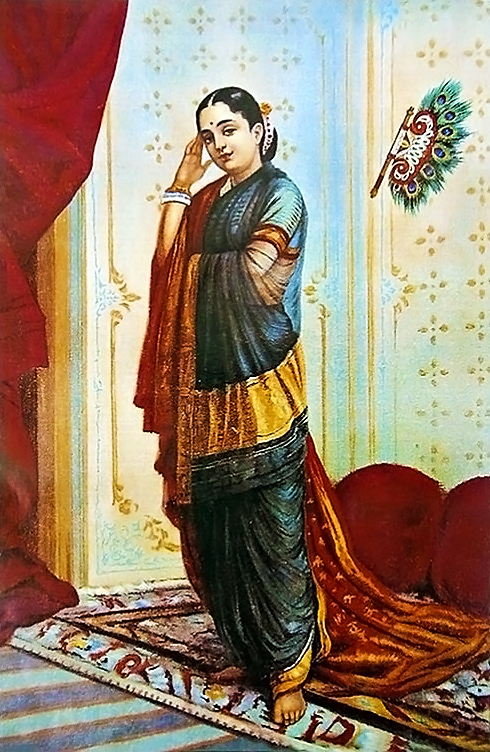
Illustration de Vasantasenā, une Nagarvadhu, riche courtisane

Nagarvadhu ou Nagar Vadhu (« épouse de la cité ») est une tradition qui prévalait dans certaines parties de l'Inde ancienne.
Les femmes se mettaient en compétition pour obtenir ce titre qui n'était pas considéré comme tabou. La plus belle était choisie comme Nagarvadhu.
Elle était respectée comme une déesse, mais c'était en fait une courtisane qui se produisait en danse et en chanson. Le prix demandé pour une simple danse étant très élevé, elle n'était accessible qu'aux monarques.
Ambapali est une Nagarvadhu célèbre, aussi disciple de Bouddha. Une autre est Vasantasenā, un personnage du classique de la littérature sanscrit Mṛcchakatika (en) (Le chariot de terre cuite en est une adaptation par Joseph Méry), attribué à Shûdraka.